# Rolf Holmberg
Rolf Holmberg, född 24 augusti 1914 i Gjerpen, död 5 juli 1979 i Skien, var en norsk fotbollsspelare.
Han blev olympisk bronsmedaljör i fotboll vid sommarspelen 1936 i Berlin.